# Bukit Daun
Bukit Daun är ett berg i Indonesien.   Det ligger i provinsen Bengkulu, i den västra delen av landet, 600 km nordväst om huvudstaden Jakarta. Toppen på Bukit Daun är 2 467 meter över havet, eller 306 meter över den omgivande terrängen. Bredden vid basen är 3,2 km.
Terrängen runt Bukit Daun är kuperad åt nordost, men åt sydväst är den bergig. Runt Bukit Daun är det ganska tätbefolkat, med 62 invånare per kvadratkilometer. Närmaste större samhälle är Curup, 18,9 km sydost om Bukit Daun. I omgivningarna runt Bukit Daun växer i huvudsak städsegrön lövskog.